# Walbridge A. Field

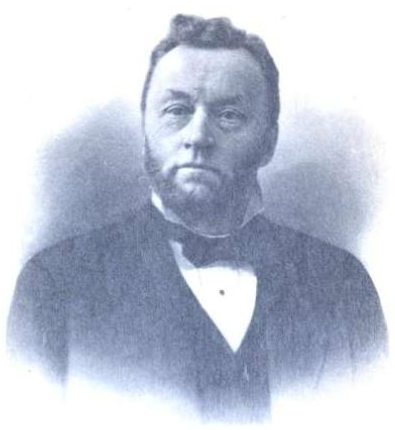
Walbridge A. Field

Walbridge Abner Field (* 26. April 1833 in North Springfield, Windsor County, Vermont; † 15. Juli 1899 in Boston, Massachusetts) war ein US-amerikanischer Jurist und Politiker. Zwischen 1877 und 1881 vertrat er zwei Mal den Bundesstaat Massachusetts im US-Repräsentantenhaus.

## Werdegang
Walbridge Field besuchte bis 1855 das Dartmouth College in Hanover (New Hampshire). In den Jahren 1856 bis 1859 war er dort als Lehrer tätig. Nach einem Jurastudium in Boston und an der Harvard University und seiner 1860 erfolgten Zulassung als Rechtsanwalt begann er in Boston in diesem Beruf zu arbeiten. In den Jahren 1863 und 1864 war er Mitglied im Schulausschuss dieser Stadt. Danach saß er von 1865 bis 1867 im Stadtrat. Von 1865 bis 1869 war er auch stellvertretender Bundesstaatsanwalt. Anschließend arbeitete er bis 1870 als Assistant Attorney General für das US-Justizministerium. Danach praktizierte er wieder als Anwalt. Gleichzeitig schlug er als Mitglied der Republikanischen Partei eine politische Laufbahn ein.
Bei den Kongresswahlen des Jahres 1876 wurde Field im dritten Wahlbezirk von Massachusetts in das US-Repräsentantenhaus in Washington, D.C. gewählt, wo er am 4. März 1877 die Nachfolge von Henry L. Pierce antrat. Das Wahlergebnis wurde aber von seinem Gegenkandidaten Benjamin Dean angefochten. Als diesem Einspruch stattgegeben wurde, musste er am 28. März 1878 sein Mandat an Dean abtreten. Bei den Wahlen des Jahres 1878 wurde Field erneut in den Kongress gewählt, wo er am 4. März 1879 Dean wieder ablöste. Bis zum 3. März 1881 konnte er nun eine komplette Legislaturperiode im Kongress absolvieren. Im Jahr 1880 verzichtete er auf eine weitere Kandidatur.
Nach dem Ende seiner Zeit im US-Repräsentantenhaus wurde Walbridge Field als Richter an den Massachusetts Supreme Court berufen. Von 1890 bis zu einem Tod am 15. Juli 1899 stand er diesem Gericht als Chief Justice vor.